# Infundibulops erithreus
Infundibulops erithreus is een slakkensoort uit de familie van de Trochidae. De wetenschappelijke naam van de soort is voor het eerst geldig gepubliceerd in 1821 door Brocchi.